# Madriu-Perafita-Clarordalen
Madriu-Perafita-Clarordalen är ett glaciär dalgång i sydöstra Andorra. Dalen täcker ett område på 42,47 km², omkring 9 procent av landets totala yta, och utgör en del av Andorras näst största avrinningsområde. Den isolerade dalen är erkänd som en fristad för utrotningshotade djur, och den oexploaterade dalen har nyligen ansetts vara Andorras "andliga hjärta". Madriu-Perafita-Clarordalen är sedam 2004 Andorras första och hittills enda världsarv.

## Allmänt om dalen
Dalen är ett glaciärt landskap, med höga betesmarker, branta klippor och djupa skogbeklädda dalgångar. Den är centrerad kring floderna Madriu och Perafita–Claror. Den omges av bergsryggar i söder, öster och väster. Bergsryggen i söder går längs gränsen till Spanien. I norr sluttar dalen ner till floden Gran Valira. Det är en plats isolerad från resten av Andorra och kan endast nås via stigar till fots.
Boningshus, terrassfält, stigar och lämningar efter järnbearbetning visar hur naturresurserna i de höga Pyrenéerna användes av lokalbefolkningen över en period på mer än 700 år, genom ekonomisk utveckling och sociala strukturomvandlingar.
Två små bosättningar, Entremesaigües och Ramio, ligger i den smala dalbotten. Båda var åretruntbosättningar fram till de senaste 50 åren, men båda är än idag bebodda sommartid. Det finns 12 hus totalt, byggda av granitsten hämtad i området och har skiffertak. Varje hus har en stor ladugård för förvaring av säd och hö. Husen och omgivningen omkring dessa är de enda områdena som är privatägda och står för omkring 1 procent av dalens areal.
Bosättningarna är omgivna av terrassfält som användes för att odala vete och råg men används idag i huvudsak som betesmark. Högre belägna fält har nu fått ge vika för skogen, som också täcker sluttningar där vindruvor odlades på medeltiden. De kommunalt ägda skogarna, användes för att producera träkol fram till 1800-talet.
Produktionen av järn med den lokala järnmalmen ägde rum vid Madrius flodbank. Smedjan, en så kallad katalansk smedja typisk för Pyrenéerna, övergavs 1790.
Den höga betesmarken betades sommartid av får, kor och hästar. Fåraherdarna bodde sommartid i små hyddor med torvtak. Djurens mjölk användes till att göra ost.
Stigar i dalen går till Roussillon i öster, Languedoc i norr och Katalonien i söder. Gångvägar täckta med flata stenar knyter samman dalen med centrala Andorra.
Efter en period av vanvård har nu många av byggnadsverken, såsom fåraherdarnas hyddor, gångstigar och fältens vallar restaurerats på senare år. Det finns inga planer på att bygga en bilväg till dalen och marken är tänkt att utvecklas till ett utpräglat område för högkvalitativ köttproduktion med en begränsad turism.

## Ett världsarv
Området blev upptaget på Unescos världsarvslista år 2004. Motiveringen löd:
| ” | Kriterium v: Madriu-Perafita-Clarordalen är ett mikrokosmos som visar hur befolkningen har skördat de knappa resurserna i de höga Pyrenéerna under de senaste årtusendena för att skapa en hållbar livsmiljö i harmoni med bergslandskapet. Dalen är en återspegling av ett forntida samhällssystem för markförvaltning som överlevt i över 700 år. | „ |